# Landkreis Mecklenburgische Seenplatte
Landkreis Mecklenburgische Seenplatte er en landkreis og planlægningsregion i den sydøstlige del af den tyske delstat Mecklenburg-Vorpommern, med 259.130 indbyggere (2018-12-31)
.
Landkreisen opstod i 2011, da Landkreis Müritz, Landkreis Mecklenburg-Strelitz og Landkreis Demmin blev slået sammen til én landkreis, der også omfatter den tidligere kreisfrie by Neubrandenburg. Dog blev amterne Jarmen-Tutow og Peenetal/Loitz fra tidligere Landkreis Demmin en del af Landkreis Vorpommern-Greifswald. 
Den største sø i Tyskland, Müritz, som er beliggende kun i Tyskland, og ikke er delt med andre lande, som Bodensøen er, ligger i Landkreisen.

## Byer og kommuner
Den største by i landkreisen er administrationsbyen Neubrandenburg.
Byer og amtsfrie kommuner
(Indbyggertal pr.  2018-12-31
)
1. Dargun, by (4365)
2. Demmin, Hansestadt * (10657)
3. Feldberger Seenlandschaft [administrationsby: Feldberg] (4433)
4. Neubrandenburg, (64086)
5. Neustrelitz, Stadt * (20140)
6. Waren (Müritz), Stadt * (21061)

Amter med tilhørende kommuner og byer

* angiver administrationsby
| - 1. Amt Demmin-Land (6815) [Sitz: Demmin] 1. Beggerow (489) 2. Borrentin (786) 3. Hohenbollentin (118) 4. Hohenmocker (421) 5. Kentzlin (202) 6. Kletzin (666) 7. Lindenberg (216) 8. Meesiger (221) 9. Nossendorf (676) 10. Sarow (699) 11. Schönfeld (357) 12. Siedenbrünzow (510) 13. Sommersdorf (218) 14. Utzedel (468) 15. Verchen (394) 16. Warrenzin (374) - 2. Amt Friedland (8406) 1. Datzetal (866) 2. Friedland, Stadt * (6472) 3. Galenbeck (1068) 4. Genzkow (Ugyldig Metadata-Nøgle 13071038) - 3. Amt Malchin am Kummerower See (12112) 1. Basedow (687) 2. Duckow (Ugyldig Metadata-Nøgle 13071030) 3. Faulenrost (628) 4. Gielow (1085) 5. Kummerow (573) 6. Malchin, Stadt * (7403) 7. Neukalen, Stadt (1736) - 4. Amt Malchow (10830) 1. Alt Schwerin (557) 2. Fünfseen (1068) 3. Göhren-Lebbin (616) 4. Malchow, Stadt * (6627) 5. Nossentiner Hütte (657) 6. Silz (356) 7. Walow (475) 8. Zislow (204) - 5. Amt Mecklenburgische Kleinseenplatte (7974) 1. Mirow, Stadt * (3933) 2. Priepert (318) 3. Wesenberg, Stadt (3020) 4. Wustrow (703) - 6. Amt Neustrelitz-Land (7335) [Sitz: Neustrelitz] 1. Blankensee (1635) 2. Blumenholz (784) 3. Carpin (874) 4. Godendorf (232) 5. Grünow (299) 6. Hohenzieritz (444) 7. Klein Vielen (621) 8. Kratzeburg (525) 9. Möllenbeck (697) 10. Userin (649) 11. Wokuhl-Dabelow (575) | - 7. Amt Neverin (8757) 1. Beseritz (115) 2. Blankenhof (716) 3. Brunn (1035) 4. Neddemin (352) 5. Neuenkirchen (1113) 6. Neverin * (1008) 7. Sponholz (752) 8. Staven (383) 9. Trollenhagen (888) 10. Woggersin (516) 11. Wulkenzin (1561) 12. Zirzow (318) - 8. Amt Penzliner Land (6750) 1. Ankershagen (524) 2. Kuckssee (542) 3. Möllenhagen (1525) 4. Penzlin, Stadt * (4159) - 9. Amt Röbel-Müritz (14390) 1. Altenhof (345) 2. Bollewick (641) 3. Buchholz (139) 4. Bütow (452) 5. Fincken (505) 6. Gotthun (317) 7. Grabow-Below (Ugyldig Metadata-Nøgle 13071046) 8. Groß Kelle (103) 9. Kieve (137) 10. Lärz (495) 11. Leizen (480) 12. Ludorf (Ugyldig Metadata-Nøgle 13071091) 13. Massow (Ugyldig Metadata-Nøgle 13071095) 14. Melz (339) 15. Priborn (360) 16. Rechlin (2016) 17. Röbel/Müritz, Stadt * (5044) 18. Schwarz (353) 19. Sietow (613) 20. Stuer (242) 21. Vipperow (Ugyldig Metadata-Nøgle 13071152) 22. Wredenhagen (Ugyldig Metadata-Nøgle 13071165) 23. Zepkow (Ugyldig Metadata-Nøgle 13071168) - 10. Amt Seenlandschaft Waren (9434) [administrationsby: Waren (Müritz)] 1. Grabowhöfe (1333) 2. Groß Plasten (1061) 3. Hohen Wangelin (559) 4. Jabel (658) 5. Kargow (679) 6. Klink (1136) 7. Klocksin (310) 8. Moltzow (915) 9. Peenehagen (1074) 10. Schloen-Dratow (871) 11. Torgelow am See (452) 12. Varchentin (Ugyldig Metadata-Nøgle 13071149) 13. Vollrathsruhe (386) | - 11. Amt Stargarder Land (9723) 1. Burg Stargard, Stadt * (5402) 2. Cölpin (743) 3. Groß Nemerow (1160) 4. Holldorf (773) 5. Lindetal (1133) 6. Pragsdorf (512) - 12. Amt Stavenhagen (11618) 1. Bredenfelde (195) 2. Briggow (317) 3. Grammentin (235) 4. Gülzow (423) 5. Ivenack (833) 6. Jürgenstorf (857) 7. Kittendorf (293) 8. Knorrendorf (578) 9. Mölln (520) 10. Ritzerow (386) 11. Rosenow (970) 12. Stavenhagen, Reuterstadt * (5741) 13. Zettemin (270) - 13. Amt Treptower Tollensewinkel (13689) 1. Altenhagen (311) 2. Altentreptow, Stadt * (5307) 3. Bartow (449) 4. Breesen (539) 5. Burow (971) 6. Gnevkow (331) 7. Golchen (281) 8. Grapzow (381) 9. Grischow (230) 10. Groß Teetzleben (652) 11. Gültz (509) 12. Kriesow (303) 13. Pripsleben (247) 14. Röckwitz (289) 15. Siedenbollentin (570) 16. Tützpatz (567) 17. Werder (563) 18. Wildberg (506) 19. Wolde (551) - 14. Amt Woldegk (6555) 1. Groß Miltzow (988) 2. Kublank (168) 3. Neetzka (225) 4. Petersdorf (Ugyldig Metadata-Nøgle 13071116) 5. Schönbeck (447) 6. Schönhausen (231) 7. Voigtsdorf (104) 8. Woldegk, Stadt * (4392) |